# Langhügel von Sarnowo

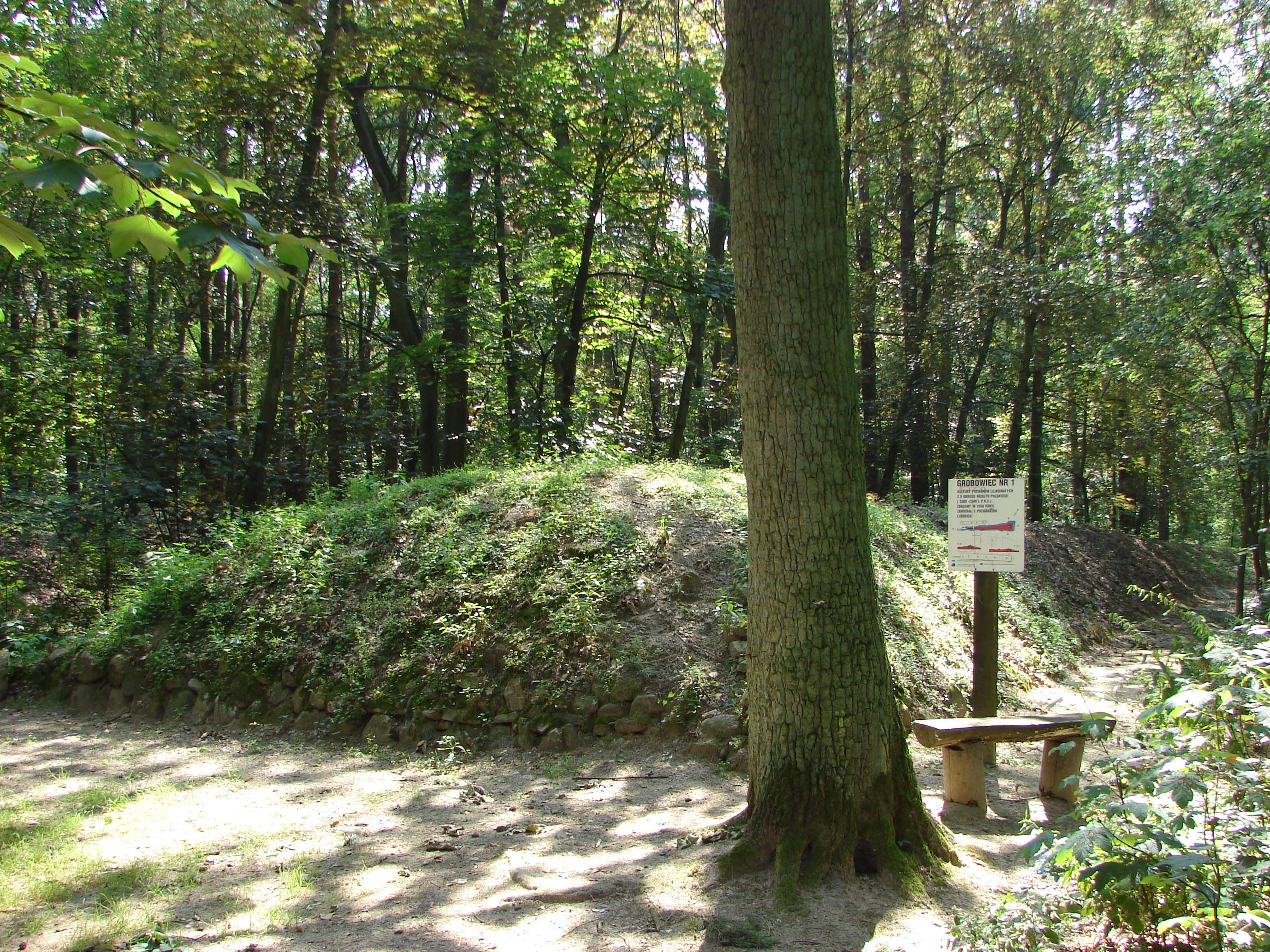
Langhügel von Sarnowo

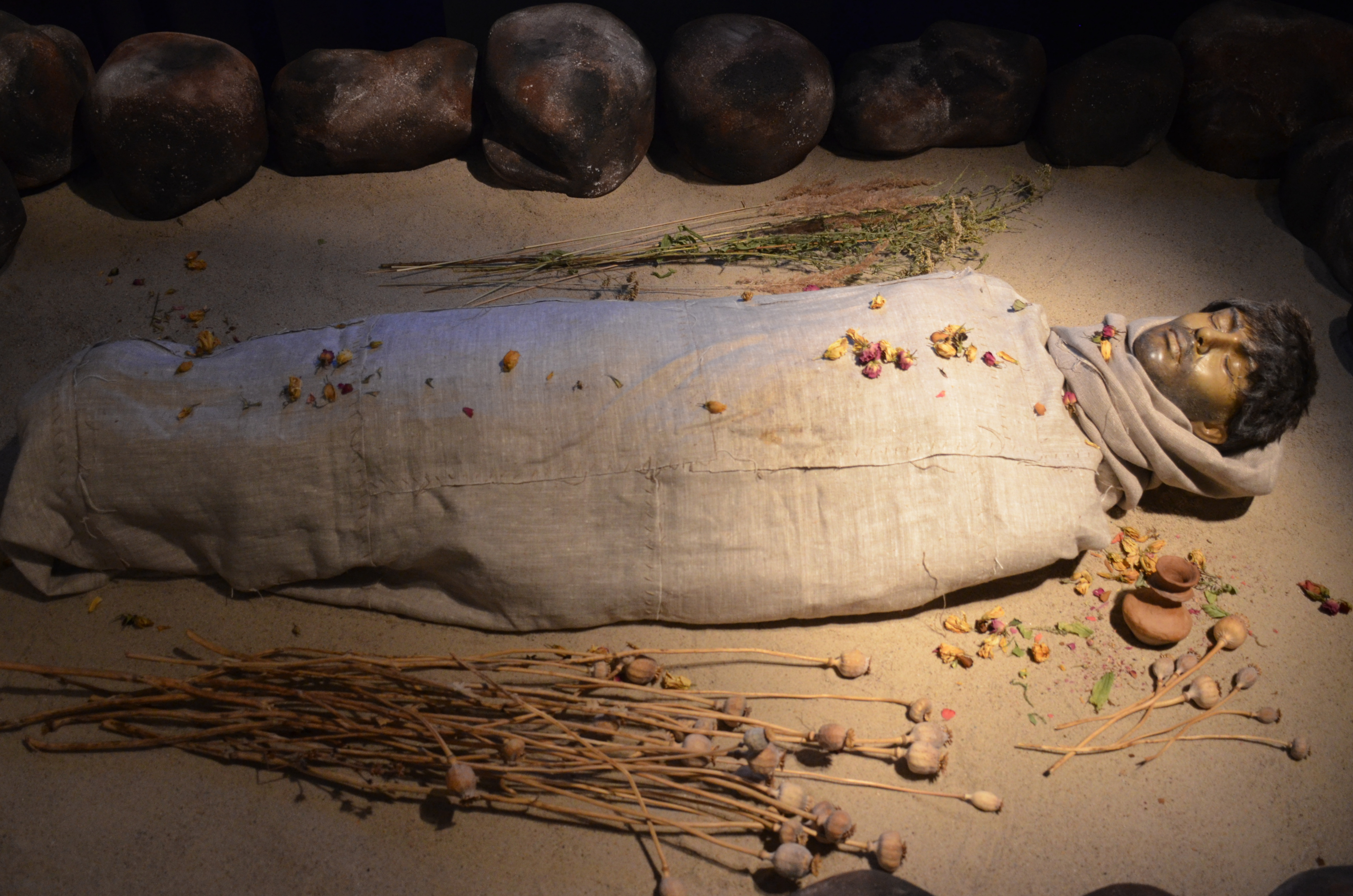
Rekonstruktion der Bestattung von Sarnowo in Kujawien

Die Langhügel von Sarnowo sind Hünenbetten ohne Kammer in einem Wald in der Nähe des Dorfes Sarnowo bei Włocławek in der Woiwodschaft Kujawien-Pommern in Polen.

## Beschreibung
Die kujawischen Langhügel sind trapezförmig mit den großen Steinen der Randeinfassung an den Frontseiten. Die kleineren Steine der Seiteneinfassung sind selten erhalten. Ihre Länge beträgt 50 bis 80 m bei einer Höhe von bis zu 1,6 m.
Neun lange Grabhügel, die unter dem Namen Anlagen vom Niedźwiedź-Typ (NTT) laufen, sind noch erhalten. Ihre Ausgrabungen 1950–1951 und zwischen 1966 und 1971 erbrachten Bestattungen der Trichterbecherkultur (TBK). Unter den reichen Grabbeigaben befanden sich Bernsteinschmuck, Feuerstein und Keramik. In der Nähe wurde ein nicht-megalithisches, neolithisches Gräberfeld mit Körperbestattungen entdeckt. Sarnowo ist die am zweitbesten erhaltene Gruppe von kujawischen Langgräbern (hinter der Gruppe in Wietrzychowice).

## Kontext
Seweryn Rzepecki listet alle Fundplätze (ggf. mehrerer Anlagen) kammerloser Hünenbetten der Trichterbecherkultur (TBK) auf, unabhängig davon ob sie eine megalithische Einfassung haben oder nicht:
- 13 Tschechien
- 45 Dänemark
- 161 Deutschland
- 144 Polen
- 1 Schweden

## Filme
- Krzysztof Paluszyński: Megaliths – the 5,500 year old story. PalFilmStudio, Posen 2018. In: YouTube. 21. Januar 2019, abgerufen am 2. Dezember 2020.